# Satyre (champignon)
Phalle
Pour les articles homonymes, voir Satyre (homonymie).
Taxons concernés
Dans la famille des Phallaceae, les genres :
- Phallus ;
- Lysurus ;
- Mutinus.modifier

Satyre ou Phalle sont des noms vernaculaires ou des noms normalisés français désignant, au sens large, plusieurs genres de champignons au sein de la famille des Phallaceae. Ce sont des champignons gastéroïdes comprenant un réceptacle cylindracé,”phallique” et une gleba formée sur la partie externe, à odeur repoussante,.
Longtemps rattachées aux Lycoperdons, mais leur constitution est plus élaborée. Les Phallus par exemple naissent dans un péridium en forme d’œuf, de consistance gélatineuse. Au cours de la croissance, la partie blanche et dure se détend en un corps caverneux portant au sommet le capuchon verdâtre (l’hyménium), déjà visible dans l’œuf.
D’abord lisse, il se décompose rapidement en répandant une horrible odeur de cadavre, attirant de loin les mouches qui se gorgent de cet hyménium déliquescent nommé gleba (ou glèbe au Québec). C’est sous les tropiques qu’on trouve le plus d’espèces et les plus spectaculaires. Parasite les racines des arbres, et même les vignes et les roseraies.

## Liste alphabétique
- Satyre du chien – Mutinus caninus[5]
- Satyre cruciforme – Lysurus cruciatus[6]
- Satyre à dentelle – Phallus duplicatus[6]
- Satyre élégant – Mutinus elegans
- Satyre impudique – Phallus impudicus[6]
- Satyre de Mokusin – Lysurus mokusin[6]
- Satyre puant – Phallus impudicus[5]
- Satyre de Ravenel – Phallus ravenelii[6]
- Satyre rubicond – Phallus rubicundus[6]